# Erich Obermayer
Eric Obermayer (Viena, Austria, 23 de enero de 1953) es un exfutbolista y entrenador de fútbol austriaco, que se desempeñó como defensa y que militó solamente en el Austria Viena, que fue el único club de su carrera. También jugó dos ediciones de la Copa Mundial de Fútbol con Austria.

## Clubes

### Como jugador
| Club          | País    | Año       |
| ------------- | ------- | --------- |
| Austria Viena | Austria | 1969-1989 |

### Como entrenador
| Club              | País    | Año       |
| ----------------- | ------- | --------- |
| Floridsdorfer AC  | Austria | 2000-2001 |
| 1. Simmeringer SC | Austria | 2004-2005 |
| FCM Traiskirchen  | Austria | 2013      |

## Selección nacional
Ha sido internacional con la Selección de fútbol de Austria; donde jugó 50 partidos internacionales y anotó solo 1 gol por dicho seleccionado. Incluso participó con su selección, en 2 Copas Mundiales. La primera fue en Argentina 1978, donde su selección llegó hasta la segunda fase. Justamente en ese mundial, anotó solo un gol (el único gol que marcó para su selección) y se lo convirtió a su similar de Holanda, aunque eso no evitó la posterior eliminación en esa fase y la segunda fue en España 1982, donde su selección quedó eliminado en la segunda fase.